# Romain Pairault
Pour les articles homonymes, voir Pairault.
Romain Pairault, né le 16 mars 1984 à Épinay-sur-Seine (Seine-Saint-Denis), est un joueur de rugby à XV français qui évolue au poste de deuxième ligne (1,94 m pour 98 kg). 

## Carrière
- 2000-2001 : Solliès-Pont
- 2001-2002 : La Valette
- 2002-2006 : RC Toulon
- Depuis 2006 : US La Seyne

## Palmarès
- Champion de France de Pro D2 : 2005